# Балаклейский молочный завод
Балаклейский молочный завод (укр. Балаклійський молочний завод) — предприятие молочной промышленности в городе Балаклея Харьковской области, которое занимается переработкой молока, производит пакетированное молоко и молочную продукцию.
Входит в состав Ассоциации производителей молока в Харьковской области, работает на местном сырье (основным поставщиком сырья является агрохолдинг «Балаклейское ХПП»).

## История
Балаклейский молочный завод был создан в соответствии с восьмым пятилетним планом развития народного хозяйства СССР, введён в эксплуатацию в 1968 году и в советское время находился в подчинении Харьковского управления молочной промышленности. В 1970е — 1980е годы предприятие входило в число ведущих предприятий города.
В мае 1995 года Кабинет министров Украины включил завод в перечень предприятий, подлежащих приватизации в течение 1995 года, после чего он был приватизирован, в 1997 году — реорганизован в акционерное общество, в дальнейшем преобразован в общество с ограниченной ответственностью.
В 2006 году завод прошёл аттестацию на соответствие государственным стандартам производства молочной продукции.
В феврале 2012 года завод начал выпуск молочной продукции под торговой маркой «Балаклійське».